# Pantanal Bowl
Pantanal Bowl é a competição de futebol americano interestadual sediado na  cidade brasileira de Cuiabá, no estado de Mato Grosso, organizada pelo Cuiabá Arsenal com chancela da AFAB.

## Títulos por equipe
Cuiabá Arsenal 2 vezes - 2007 e 2009 

 Botafogo Mamutes 1 vez - 2008